# 769년

## 연호
- 당(唐) 대력(大曆) 4년
- 일본(日本) 진고케이운(神護景雲) 3년

## 기년
- 당(唐) 대종(代宗) 8년
- 신라(新羅) 혜공왕(惠恭王) 5년
- 발해(渤海) 문왕(文王) 33년

## 사건
- 교황 스테파노 3세는 교황 선출권을 평신도에서 성직자로 한정시켰다.